# Лудвиг Фридрих (Вюртемберг-Монбеляр)
Лудвиг Фридрих фон Вюртемберг-Монбеляр (на немски: Ludwig Friedrich von Württemberg-Mömpelgard; * 29 януари 1586, Мьомпелгард; † 26 януари 1631, Мьомпелгард) е херцог на Вюртемберг-Монбеляр (1617 – 1631), основател на странична линия на Дом Вюртемберг (Млада линия Монбеляр).

## Живот
Той е вторият син на херцог Фридрих I фон Вюртемберг (1557 – 1608) и съпругата му принцеса Сибила фон Анхалт (1564 – 1614), дъщеря на княз Йоахим Ернст фон Анхалт от династията Аскани.
По-големият му брат херцог Йохан Фридрих фон Вюртемберг (1582 – 1628) му обещава на 28 май 1617 г. всичките собствености на Вюртемберг от лявата страна на Рейн. Така Лудвиг основава страничната Млада линия Монбеляр на род Вюртемберг.
След смъртта на брат му през 1628 г. той е извикан в Щутгарт като опекун на племенника си Еберхард III фон Вюртемберг. През ноември 1630 г. той се връща болен в Мьомпелгард, където умира на 26 януари 1631 г.

## Фамилия
Първи брак: на 14 юли 1617 г. с Елизабет Магдалена фон Хесен-Дармщат (* 23 април 1600, † 9 юни 1624), дъщеря на ландграф Лудвиг V фон Хесен-Дармщат. Двамата имат три деца: 
- Христоф (* 24 декември 1620; † 1 януари 1621)
- Хенриета Луиза (* 20 юни 1623; † 24 август 1650)

∞ 21 август 1642 за маркграф Албрехт II фон Бранденбург-Ансбах
- Леополд Фридрих (* 30 май 1624; † 15 юни 1662), херцог на Вюртемберг-Мьомпелгард

∞ 22 ноември 1647 г. за Сибила фон Вюртемберг (1620 – 1707), дъщеря на херцог Йохан Фридрих фон Вюртемберг
Втори брак: на 15 май 1625 г. с Анна Елеонора фон Насау-Саарбрюкен-Вайлбург (* 9 септември 1602, † 7 септември 1685), дъщеря на граф Йохан Казимир фон Насау-Вайлбург (1593 – 1602) и на Елизабет фон Хесен-Дармщат (1579 – 1655), дъщеря на ландграф Георг I фон Хесен-Дармщат. Двамата имат три деца:
- Георг II (* 5 октомври 1626; † 1 юни 1699), херцог на Вюртемберг-Мьомпелгард

∞ 1648 за Анна дьо Колини (1624 – 1680)
- Хайнрих (* 19 декември 1627; † януари 1628)
- Георгия Лудовика (* 1 февруари 1630; † 11 април 1630)